# PAAMS
El PAAMS (Principal Anti Air Missile System), denominado Sea Viper en el Reino Unido, es un sistema integrado de defensa aérea fabricado en conjunto entre Francia, Italia y Reino Unido.

## Diseño
El sistema consiste en un sistema de lanzamiento vertical Sylver A50 (de cuarenta y ocho celdas), el radar SAMPSON y el misil superficie-aire Aster (de corto alcance Aster 15 o de medio alcance Aster 30). Para complementar al radar SAMPSON, la Royal Navy adquirió al radar de largo alcance S1850M, una versión del neerlandés SMART-L.

## Desarrollo
En 2009 la Royal Navy le dio la denominación Sea Viper.
En 2019 el destructor Tipo 45 HMS Defender realizó una prueba de fuego del Sea Viper.

## Historia de servicio
Este sistema fue incorporado por la Marina Militare y la Marine Nationale para los destructores de la clase Horizon, compuesta por los Andrea Doria y Caio Duilio de Italia; y los Forbin y Chevalier Paul de Francia.
La Royal Navy instaló el sistema Sea Viper en sus seis destructores Tipo 45 (Daring, Dauntless, Diamond, Dragon, Defender y Duncan), reemplazando al misil Sea Dart (que servía desde 1973). En el año 2022 se aprobó un up-grade del sistema, que incluye al misil Aster 30 y al radar SAMPSON; todo por 300 millones de libras esterlinas.
En diciembre de 2023 un misil Sea Viper lanzado por el HMS Diamond destruyó con éxito un dron que apuntaba a barcos mercantes en el Mar Rojo.

## Usuarios
| Texto de cabecera | Texto de cabecera | Texto de cabecera              |
| ----------------- | ----------------- | ------------------------------ |
| Francia           | Marine Nationale  | Destructor de la clase Horizon |
| Italia            | Marina Militare   | Destructor de la clase Horizon |
| Reino Unido       | Royal Navy        | Destructor Tipo 45             |